# Andreas Heusler (Jurist, 1834)

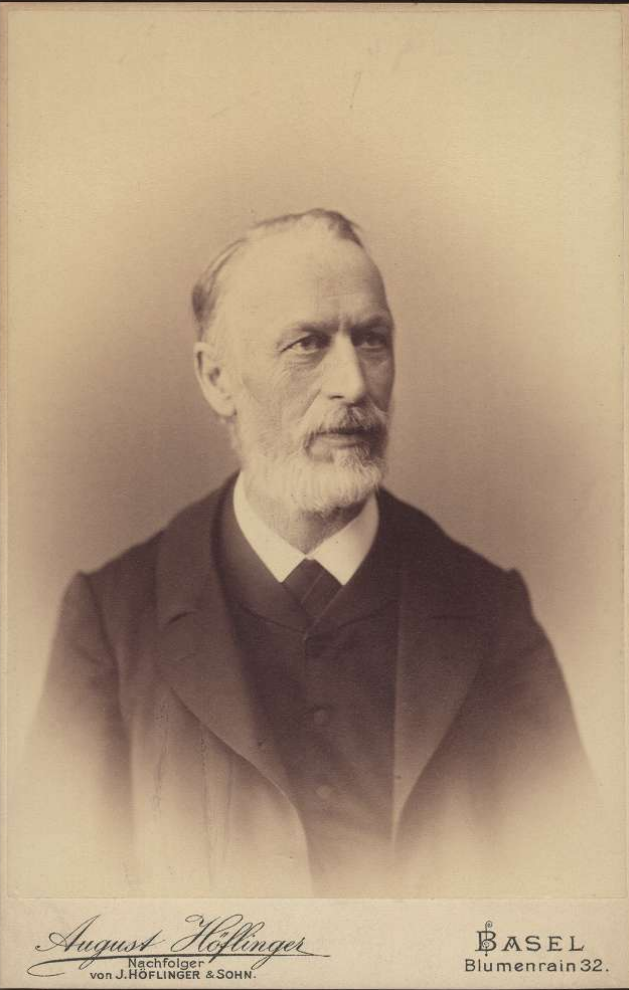
Andreas Heusler (Jurist)

Andreas Heusler (* 30. September 1834 in Basel; † 2. November 1921 ebenda) war ein Schweizer Jurist, Rechtshistoriker und Politiker.

## Leben
Andreas Heusler wurde als Sohn des gleichnamigen Juristen, Rechtshistorikers und Politikers Andreas Heusler-Ryhiner und der Dorothea geb. Ryhiner in Basel geboren. Er studierte Rechtswissenschaft in Basel, Göttingen und Berlin und wurde 1856 in Berlin mit einer Dissertation über zwei Pandektenstellen betreffend Prädialservituten (Grunddienstbarkeiten im römischen Recht) promoviert.
Heusler kehrte nach Basel zurück und wirkte von 1856 bis 1858 an der Ordnung des Archivs des Basler St.-Peter-Stifts mit. Von 1857 bis 1859 war er Gerichtsschreiber am Zivilgericht, ab 1859 Ersatzrichter. 1858 erhielt Heusler an der Universität Basel die Lehrberechtigung für Zivilprozessrecht. Am 25. Februar 1862 heiratete er die aus einer alteingesessenen Basler Familie stammende Adelheid Sarasin (* 21. August 1841; † 2. April 1878), mit der er drei Kinder hatte. Diese waren Adèle Schloemann-Heusler (1863–1922), der Altgermanist Andreas Heusler (1865–1940) und Elisabeth La Roche-Heusler (* 8. Januar 1870; † 13. Dezember 1932). Diese war seit 1894 mit dem Architekten Emanuel La Roche verheiratet. Adelheid Heusler-Sarasin starb nach längerer Krankheit.

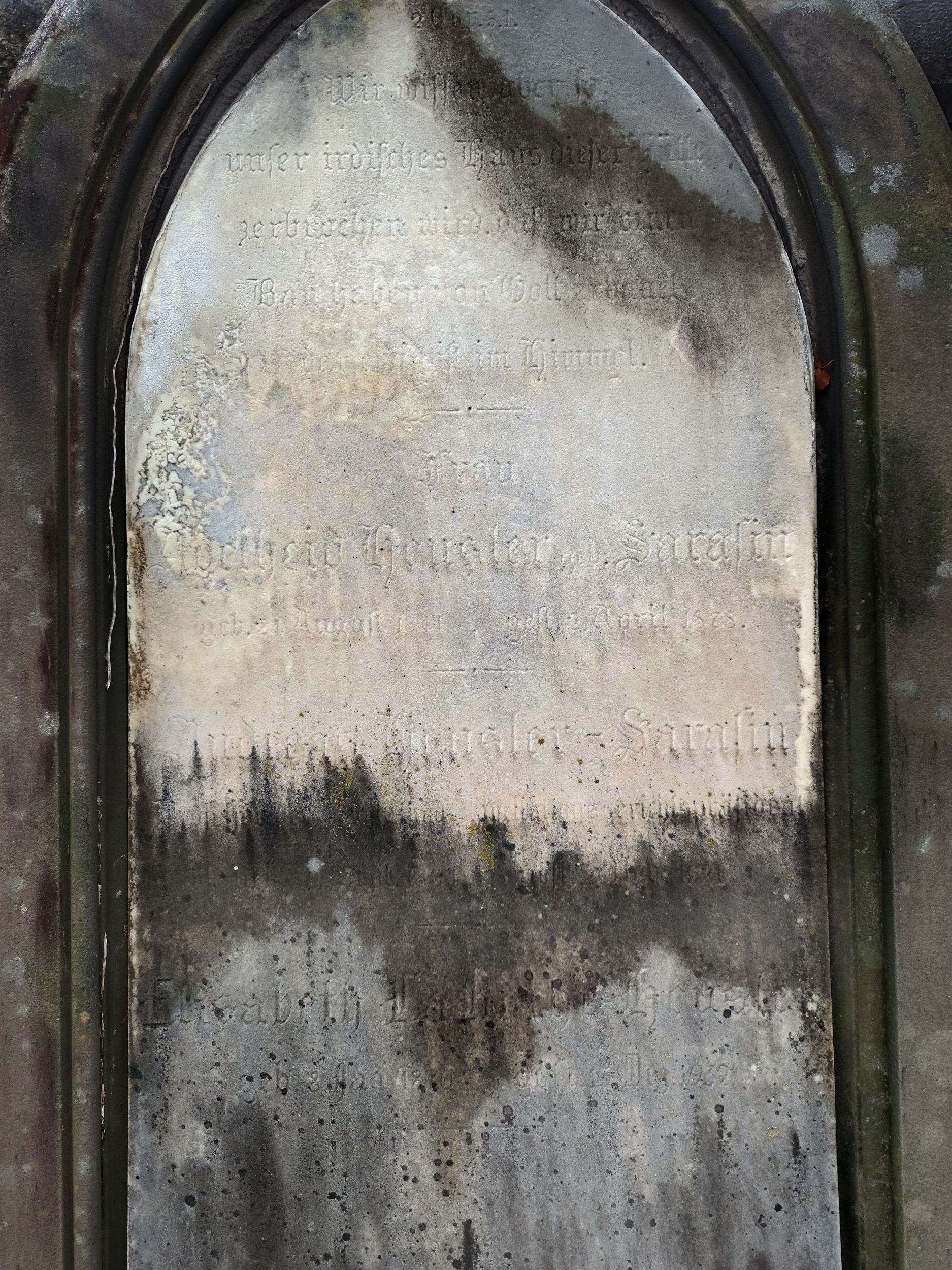
Grab, Wolfgottesacker, Basel.

Von 1863 bis 1913 war Heusler als Nachfolger von Wilhelm Arnold ordentlicher Professor für Deutsches Recht an der Universität Basel. Zugleich entfaltete er seine politische Tätigkeit als konservatives Mitglied im Basler Grossen Rat von 1866 bis 1902. Im Rat galt er zwar als Autorität in Gesetzgebungsfragen, blieb mit seinem konservativen Standpunkt jedoch politisch erfolglos, da seit 1875 im Kanton wie zuvor schon auf gesamtschweizerischer Ebene die radikal-liberale Richtung tonangebend war.
1865 arbeitete Heusler, der seit 1863 der Justizkommission angehörte, ein Basler Zivilgesetzbuch aus, das in dieser Form nicht realisiert wurde, da man bereits ein gesamtschweizerisches ZGB erwartete, welches allerdings erst 1907 vollendet wurde. Teilgesetze wie beispielsweise ein Vormundschaftsgesetz (1880) gewannen jedoch Geltung. Heusler schuf auch die Basler Zivilprozessordnung vom 8. Februar 1875, welche mit (mit verschiedenen Änderungen) bis zur Einführung der gesamtschweizerischen ZPO im Jahr 2011 in Kraft blieb. Ebenfalls wirkte er bis 1889 an der Ausarbeitung eines schweizerischen Schuldbetreibungs- und Konkursgesetzes mit, wobei sein Entwurf jedoch sehr stark verändert wurde. Sein Anteil am schweizerischen Obligationenrecht von 1881 war „nur mehr literarisch“.
Heusler war 1871 Rektor der Universität Basel. Er trat auch besonders als Förderer der Universitätsbibliothek Basel hervor. Heusler war seit 1886 Vorsteher ihrer Kommission, der er bereits seit längerem angehörte. Franz Beyerle schreibt in seinem Artikel im Deutschen Biographischen Jahrbuch, dass der sonst so sparsame Mann „ihr gegenüber im Schenken verschwenderisch, in der Wahrung ihrer Belange ein Eiferer“ gewesen sei.
1891 wurde Heusler Präsident des Basler Appellationsgerichts, „dessen treffliche Urteile in der ganzen Schweiz berühmt wurden.“ Er versah dieses Amt bis 1907. 1890 wurde  Heusler auch zum Schiedsrichter zur Schlichtung des Konflikts zwischen Portugal und Grossbritannien um die Delagoabucht berufen.
Zu den von Andreas Heusler erhaltenen Auszeichnungen gehören drei Ehrendoktortitel (Universitäten Basel, Tübingen und Genf) sowie der Orden Pour le mérite für Wissenschaft und Künste, der ihm 1911 verliehen wurde. Seine Grabstätte befindet sich auf dem Wolfgottesacker. 1922 wurde in Basel eine Strasse nach ihm benannt.

## Wirken
Andreas Heusler gehörte zu den führenden Rechtshistorikern seiner Zeit. Seit 1860 veröffentlichte er zahlreiche rechtshistorische und historische Schriften. Als sein Hauptwerk gilt Institutionen des Deutschen Privatrechts, 1885–86 in zwei Bänden erschienen. Es wird von Eduard His als „durchschlagender Wurf für die gesamte Erkenntnis germanisch-deutschen Kulturlebens“ bezeichnet, Franz Beyerle hält fest, dass es „seinem Verfasser für immer einen Platz unter den Klassikern der Rechtswissenschaft gesichert“ habe. Rudolf von Jhering schrieb über das Buch an einen Freund: „… es war ein wahrer Liebestrank, ein Becher köstlichen Weines nach all dem faden, abgestandenen Getränk, das ich sonst regelmässig zu mir habe nehmen müssen.“
Zu Heuslers weiteren Werken gehören u. a. die 1917 erschienene Geschichte der Stadt Basel, die bis 1969 mehrfach neu aufgelegt wurde, und die Schweizerische Verfassungsgeschichte (1920), die vom Bundesrat jedem Mitglied der Bundesversammlung zum Geschenk gemacht wurde.
Heusler war seit 1863 Mitherausgeber der Zeitschrift für Schweizerisches Recht, von 1882 bis 1920 deren Chefredaktor.

## Werke (Auswahl)

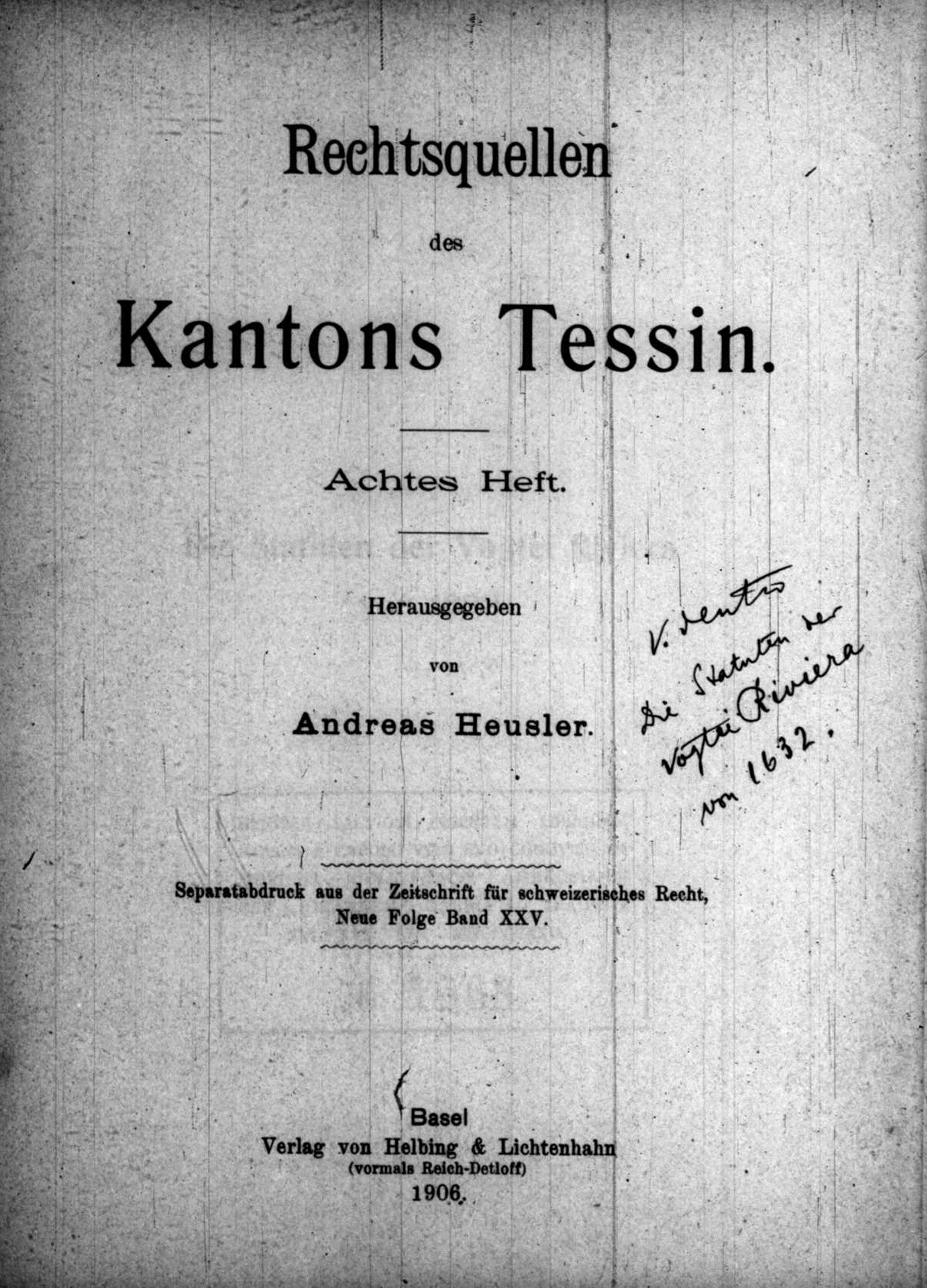
Rechtsquellen des Kantons Tessin, 1906

- Die Beschränkung der Eigenthumsverfolgung bei Fahrhabe und ihr Motiv im deutschen Rechte. Basel, 1871.
- Institutionen des Deutschen Privatrechts. Leipzig: Duncker & Humblot, 1885–1886.
- Geschichte der Öffentlichen Bibliothek der Universität Basel. Basel: Reinhardt, 1896. Internet Archive
- Deutsche Verfassungsgeschichte. Leipzig: Duncker & Humblot, 1905.
- Heling & Lichtenhahn (Hrsg.): Rechtsquellen des Kantons Tessin. Basel (Online [abgerufen am 26. Mai 2020]).
- Heling & Lichtenhahn (Hrsg.): Statuta Comunis totius vallis Blegnii 1500. Basel 1907 (Latein, Online [abgerufen am 26. Mai 2020]).
- Geschichte der Stadt Basel. Basel: Frobenius, 1917 (6. Aufl. 1969)
- Schweizerische Verfassungsgeschichte. Basel: Frobenius, 1920.